# Яматай
Яматай (яп. 邪馬台国 яматай коку) — японское раннегосударственное образование периода Яёй, которое упоминается в китайской исторической хронике Саньго-чжи (кит. 三國志 — «Записи о Трёх государствах»). Согласно этому источнику, страной Нюй-ван-го (с резиденцией в Яматай) руководила женщина-правитель (кит. упр. 女王, пиньинь nǚwáng, палл. нюйван) Химико, в царствование которой велись постоянные войны за должность главы государства — верховной жрицы. После смерти Химико Яматай опять захлестнула междоусобица, которая закончилась избранием новой верховной жрицы-правительницы — 13-летней родственницы Химико, по имени Тоё.
Существует две теории относительно местоположения Яматай. Сторонники первой утверждают, что Яматай находился в современном регионе Кинки и развился в Ямато в IV—V веках. Их оппоненты располагают Яматай на острове Кюсю, ссылаясь на раскопки городища Ёсиногари. Кроме этих двух традиционных гипотез существуют маргинальные теории, которые локализуют Яматай на островах Рюкю («монумент Йонагуни») и даже на Гавайях.